# 449
Évszázadok: 4. század – 5. század – 6. század
Évtizedek: 390-es évek – 400-as évek – 410-es évek – 420-as évek – 430-as évek – 440-es évek – 450-es évek – 460-as évek – 470-es évek – 480-as évek – 490-es évek
Évek: 444 – 445 – 446 – 447 –  448 – 449 – 450 – 451 – 452 – 453 – 454

## Események

### Nyugat- és Keletrómai Birodalom
- Flavius Astyriust és Flor(entius?) Romanus Protogenest választják consulnak.
- Rechiar, a hispániai szvébek királya szövetségre lép az Ebro-völgy "bagaudes" parasztfelkelőivel, feldúlja a baszkok földjeit, elfoglal néhány várost, de jelentősebb hódítást nem visz véghez, így nem tudja birtokba venni egész Hispániát. Még ebben az évben Galliában találkozik apósával, Theodorik vizigót királlyal is.
- A hunok meghódoltatják a Fekete-tengertől északra élő nomád akatirokat és Attila fiát, Ellákot helyezi az élükre.
- Eutükhész apát előző évi eretnekké nyilvánítása tiltakozást vált ki számos egyházi vezetőből, ezért II. Theodosius császár összehívja a második ephesusi zsinatot a kérdés megvitatására. A zsinat Leo pápa küldötteinek tiltakozása ellenére Eutükhésznek ad igazat és elmozdítja székéből az apátot eretnekké nyilvánító Flavianus konstantinápolyi, valamint Domnus antiochiai pátriárkát. Flavianust felbőszített szerzetesek megverik és néhány nappal később meghal. Helyére Anatoliust választják meg. Ősszel Leo pápa zsinatot hív össze Rómában és elítéli az általa "rablózsinatnak" nevezett ephesusi gyűlés határozatait.

## Halálozások
- Flavianus, konstantinápolyi pátriárka
- Arles-i Hilarius, püspök

## Fordítás
- Ez a szócikk részben vagy egészben  a(z)   449 című francia Wikipédia-szócikk ezen változatának fordításán alapul.  Az eredeti cikk szerkesztőit annak laptörténete sorolja fel. Ez a jelzés csupán a megfogalmazás eredetét és a szerzői jogokat jelzi, nem szolgál a cikkben szereplő információk forrásmegjelöléseként.